# Инцидентът
„Инцидентът“ (на английски: Breakdown) е американски трилър от 1997 г., режисиран и по сценарий от Джонатан Мостоу. Във филма участват Кърт Ръсел, Джей Ти Уолш и Катлийн Куинлан.
Оригиналната музика във филма е композирана от Базил Поледорис. Филмът е продуциран от Дино де Лаурентис и Марта де Лаурентис и е пуснат по кината на 2 май 1997 г. от Paramount Pictures.

## Български дублаж
| Озвучаващи артисти | Силвия Русинова Борис Чернев Георги Георгиев-Гого Светозар Кокаланов |
| Преводач           | Йорданка Василева                                                    |
| Тонрежисьор        | Тони Тодоров                                                         |